# تلویزیون در تایلند
تلویزیون در تایلند (انگلیسی: Television in Thailand) یا به عبارتی شبکه تلویزیون تایلند در روز ۲۴ ژوئن ۱۹۵۵ (با سیستم پخش ان‌تی‌اس‌سی) شروع به فعالیت کرد. پخش برنامه به صورت رنگی (با سیستم پخش پال) در سال ۱۹۶۷ اجرا شد و پخش تمام وقت برنامه به صورت رنگی در سال ۱۹۷۵ راه اندازی گردید. در ماه نوامبر ۲۰۲۰، ۲۱ شبکهٔ تلویزیون دیجیتال (دی وی بی-تی ۲) در تایلند در حال فعالیت بودند.